# Nòric Ripense

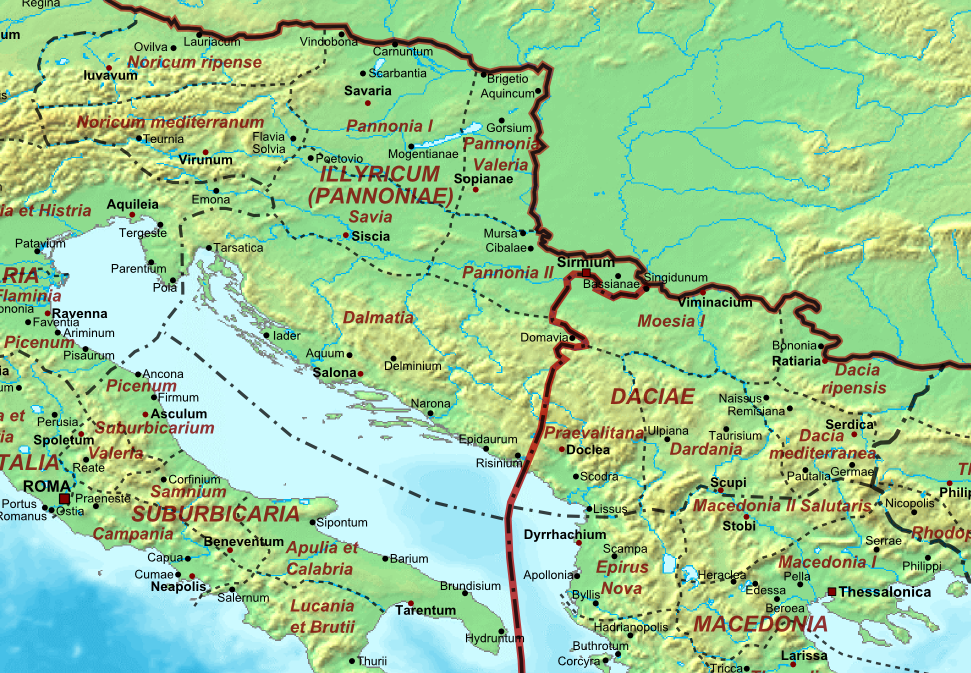
Províncies vers 400 dC

Nòric Ripense (Noricum Ripense) fou una província de l'Imperi Romà, creada vers el 294 en la reorganització de Dioclecià. Limitava al nord amb el Danubi, a l'oest amb Rècia (Vindelícia); a l'est amb Panònia; i al sud amb el Nòric Mediterrani. El seu nom inicial fou Nòric Segon (Noricum Secundus).